# Ganoderma
Ganoderma P. Karst. è un genere di funghi basidiomiceti lignicoli appartenente alla famiglia Ganodermataceae Donk, della quale è il genere tipo. Nell’ambito della famiglia le specie del genere Ganoderma si distinguono per i basidiomi giovani di consistenza variabile da sugherosa a legnosa, il contesto da biancastro a scuro, l'imenoforo che non si tinge di rosso sangue alla manipolazione e con dissipimenti spessi e le spore tronche con profilo da ellissoidi a ovoide, con episporio spinoso e esosporio verrucoso. 
Le specie del genere Ganoderma, a distribuzione cosmopolita (ma concentrate soprattutto nelle regioni tropicali) sono agenti di carie bianca su latifoglie e conifere vive o morte. La specie tipo è G. lucidum (Curtis) P. Karst.

## Descrizione
Il genere comprende funghi con basidiomi annuali o pluriennali, sessili oppure stipitati. La superficie sterile è rivestita da una cuticola più o meno inspessita, opaca oppure lucida. Il contesto è ocraceo o bruno rossastro, talvolta con masse biancastre, scuro, soffice e spugnoso oppure fibroso e tenace. I tubuli possono essere pluristratificati. Superficie imeniale di colore crema ocraceo, non arrossante, con 4-7 pori per mm., con porzioni sterili spesse. Gambo, quando presente, centrale oppure laterale Microscopicamente, le specie del genere presentano sistema ifale anfimitico e sono prove di cistidi.

## Specie
La grande variabilità morfologica delle specie di Ganoderma ha causato in passato una certa confusione, con la descrizione - soprattutto per le regioni tropicali - di un gran numero di specie prive di reale significato tassonomico. In Europa sono segnalate le seguenti entità:
- G. applanatum (Pers.) Pat.
- G. adspersum (Schulzer) Donk [= G. australe (Fr.) Pat. ss.Ryvarden et al.]
- G. carnosum Pat.
- G. lucidum (Curtis) P. Karst.
- G. pfeifferi Bres.
- G. resinaceum Boud.
- G. valesiacum Boud.